# Козы Корпеш — Баян сулу

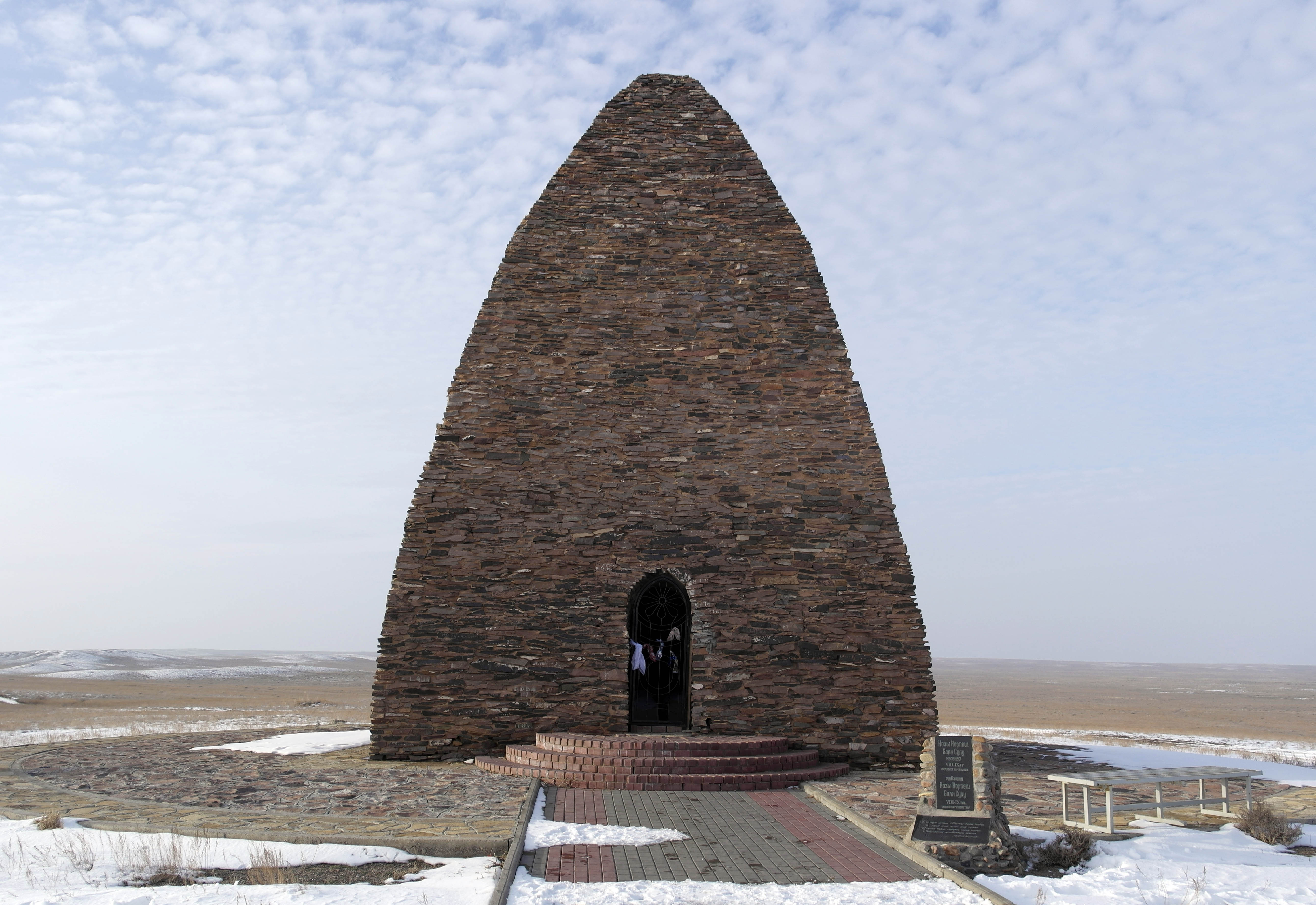
Мазар Козы Корпеш — Баян сулу

Козы Корпеш — Баян сулу — казахская лиро-эпическая поэма XIII — XIV веков, записана в середине XIX века. Поэма была известна в устных вариантах в исполнении акынов Сыбанбая, Бекбау, Жанака, Шоже. Из около 20 вариантов наиболее известен вариант Жанака. В письменном варианте наиболее распространены версии, записанные собирателями фольклора Саблуковым (1831 год), Г. Дербисалиным (1834 год), А. Фроловым (1841 год), Ч. Валихановым (1856 год). На русском языке поэма была издана М. Путинцевым в 1865 году, затем была включена в третий том сборника В. Радлова «Образцы народной литературы тюркских племён» 1870 годов.

## Сюжет
Старинная легенда о трагической любви Козы Корпеш и Баян Сулу гласит, что некие друзья с детства Сарыбай и Карабай поклялись поженить своих детей, которых ещё до появления на свет обручили. Не дождавшись рождения сына, умирает во время охоты Сарыбай. Подрастающие Козы и Баян, ещё не видевшиеся, но связанные узами брачного договора, наконец полюбили друг друга. Проходит время и Карабай меняет жизненные планы. Он обещает отдать свою дочь за местного палуана Кодара, спасшего однажды его отары от джута. Кодар становится преградой между влюблёнными. В этом вечном треугольнике первым сложил буйную голову Козы. Чтобы отомстить убийце, опечаленная Баян прибегает к хитрости. Она обещает выйти замуж за Кодара, если тот выроет для неё колодец с ключевой водой. Кодар принимается за работу, всё углубляясь и держась за длинные косы Баян. Девушка неожиданно отрезает косы и оставленный в колодце Кодар умирает. Тем самым Козы отмщён. На его могиле героиня легенды закалывает себя кинжалом.

## Исследования и переводы
Поэма «Козы Корпеш — Баян сулу» заинтересовала А. С. Пушкина во время его приезда в Оренбург с целью сбора информации о крестьянском восстании под руководством Е. И. Пугачёва для «Истории пугачёвского бунта» и повести «Капитанская дочка». Впоследствии в его архиве обнаружили поэму, её текст был опубликован в 1837 году в «Вестнике Пушкинской комиссии». Запись на пяти листах сделана рукой неизвестного человека. Пушкинская запись немного расходится с общераспространённым вариантом. Краевед из Уральска Николай Чесноков утверждает, что поэму записал яицкий казак, владевший казахским языком. Однако вероятнее всего, что великому русскому поэту казахскую поэму записали люди из Бокеевской ставки хана Младшего жуза, которые хорошо владели русским языком. Есть предположение, что на основе «Козы Корпеш — Баян Сулу» Пушкин намеревался написать собственную поэму, но ему помешала ранняя смерть.
Поэма получила высокую оценку С. А. Кастанье, Н. А. Абрамова и других учёных. В прозаическом изложении на русском языке поэму издавали фольклористы Н. Н. Пантусов , Р. Ш. Абдурахманов, Е. З. Баранов. Первым её переводом на русский язык, который был изданы в 1928, 1941 и 1949 годах, занимался русский поэт Г. Н. Тверитин. В советский период М. О. Ауэзов издал вариант Жанака вначале в 1925 году в Москве, затем в 1936 году в Алма-Ате.
Историческое значение поэмы изучали М. Габдуллин, И. Дуйсенбаев, А. Коныратбаев. Согласно их мнению конкретные названия местности, рек (Аягуз, Уржар, Лепсы, Калба) свидетельствуют о реальных исторических условиях формирования эпоса. В Восточно-Казахстанской области в Аягузском районе возле станции Тансык есть памятник, который называют могилой Козы и Баян. Существует около 20 вариантов этой поэмы.

## Аналоги и переработки
В фольклоре некоторых тюркоязычных народов существуют другие варианты поэмы. К примеру, у башкир она называется «Ҡуҙыйкүрпәс менән Маянһылыу», у барабинских татар — «Козы Корпеш», у алтайцев — «Козы Эркеш».
На основе поэмы были созданы пьеса «Козы Корпеш — Баян сулу» Г. М. Мусрепова, фильм «Поэма о любви» в 1954 году по сценарию Мусрепова.
В 1992 году известный казахский режиссёр и актёр Асанали Ашимов снял кинофильм «Козы Корпеш — Баян сулу».

## День влюблённых в Казахстане
В 2011 году в Казахстане в качестве альтернативы дню святого Валентина предложили свою дату — 15 апреля, посвящённую Козы Корпешу и Баян-Сулу.